# Sonhos da Esquina
Sonhos a Esquina ist ein Jazzalbum von Ryan Keberles Collectiv do Brasil. Die im Juni 2018 im Gargolandia Recording Studio in Sao Paulo entstandenen Aufnahmen erschienen am 18. März 2022.

## Hintergrund
2017 nahm sich der Posaunist Ryan Keberle eine Auszeit von seinen Aufgaben als Leiter des Jazzprogramms am Hunter College, um nach Brasilien zu reisen. Während er in São Paulo war, traf er den Pianisten Felipe Silveira, den Bassisten Thiago Alves und den Schlagzeuger und Perkussionisten Paulinho Vicente, drei führende Musiker der dortigen Szene. Die vier Musiker erkannten sich als Seelenverwandte, die eine tiefe Liebe zu Brasiliens anspruchsvoller Musiktradition, vertreten durch Ivan Lins, Edu Lobo, Toninho Horta und Milton Nascimento, teilten sowie eine Zuneigung zum amerikanischen Jazz. Es dauerte nicht lange, bis sich Keberle und das brasilianische Trio fest als das Quartett etablierten, aus dem das Collectiv do Brasil werden sollte. Im folgenden Sommer kehrte Keberle zurück und nahm dieses Album auf, notierte Dan Bilawsky.

## Titelliste
- Ryan Keberle's Collectiv do Brasil: Sonhos da Esquina[3]

1. Cio da Terra
2. Campinas
3. Carbon Neutral
4. Sonhos da Esquina (Lô Borges, Márcio Borges, Nascimento)
5. Clube da Esquina 2 (Nascimento)
6. Aqui, Oh!
7. Tarde (Nascimento)
8. Francisca (Horta)

Wenn nicht anders vermerkt, stammen die Kompositionen von Ryan Keberle.

## Rezeption
Nach Ansicht von Dan McClenaghan, der das Album in All About Jazz rezensierte, ist die Posaune mit einer Rhythmusgruppe von drei Spielern nicht das ganz normale kleinere Jazzensemble. Für gewöhnlich stehe das Saxophon vorn oder vielleicht die Trompete; doch J. J. Johnson sollte hier nicht übersehen werden, mit seinen frühen Alben wie Blue Trombone (1957) und First Place (Columbia, 1957), beide aufgenommen mit der Rhythmusgruppe aus Tommy Flanagan am Piano, Paul Chambers am Bass und Max Roach am Schlagzeug. Was Johnson ab den frühen 1950er-Jahren bewiesen habe, sei das Potenzial der Posaune für Geschmeidigkeit und flüssige Sprechweise gegeben. Keberle folge auf dem unerbittlich schönen Sonhos da Esquina genau diesem Weg, tief verstrickt in die coolen afrozentrischen Rhythmen und das flüssige Zusammenspiel des Quartetts, mit Klavier-, Bass- und Schlagzeugbegleitung, die so vollendet und großartig sei wie die von Johnsons hochkarätigen Sidemen im Jahr 1957.
Ebenfalls in All About Jazz urteilte Dan Bilawsky, Ryan Keberles Collectiv do Brazil, das sein Album mit Nascimentos „Cio da Terra“ beginne, gebe der Fantasie mit einer mitreißenden, vielfarbigen Darbietung unmittelbare Form. Keberle sei einer dieser seltenen Künstler, dessen Kreativität in all seinen Bemühungen aufblühe; er habe ein weiteres Szenario für sei Schaffen gefunden, das perfekt zu ihm passde.
Von allen Blechblasinstrumenten in einem modernen Ensemble könnte die Posaune leicht den Sänger ersetzen, meinte A.A. Cristi (Broadway World). Dies habe wahrscheinlich mit Ton, Klangfarbe, Umfang und Tonhöhe des einzigartigen Instruments zu tun, die es einem Posaunisten ermöglichen, den Eindruck der menschlichen Stimme hervorzurufen, die wie die allerbesten Bluessänger stöhne und weine. Die Posaune in der brasilianischen Musik könne etwas ganz anderes, so der Autor. Es erinnere an das flüchtige brasilianische Gefühl, das Saudade genannt wird. Wenn Ryan Keberle mit seinen brasilianischen Kollegen im Collectiv do Brasil Posaune spiele, verleihe er dieser Emotion Flügel.